# NGC 3889
NGC 3889 é uma galáxia lenticular (S0) localizada na direcção da constelação de Ursa Major. Possui uma declinação de +56° 01' 07" e uma ascensão recta de 11 horas, 47 minutos e 48,1 segundos.
A galáxia NGC 3889 foi descoberta em 1 de Abril de 1878 por Lawrence Parsons.